# Všetaty (powiat Mielnik)
Všetatyⓘ (niem. Wißen) – miasteczko i gmina w Czechach, w powiecie Mielnik, w kraju środkowoczeskim. Według danych z dnia 1 stycznia 2013 liczyła 2 045 mieszkańców.